# Manleu-Ana
Manleu-Ana ist eine osttimoresische Aldeia im Suco Manleuana (Verwaltungsamt Dom Aleixo, Gemeinde Dili) der Landeshauptstadt Dili. 2015 lebten in der Aldeia 280 Menschen.

## Geographie
Die Aldeia Manleu-Ana liegt im Nordosten des Sucos Manleuana. Südwestlich befindet sich die Aldeia Lau-Lora, westlich des Travessa de Moris Dame die Aldeia Ramelau, nordwestlich die Aldeias Mane Mesac und Mauc. Im Nordosten und Osten grenzt Manleu-Ana an den Suco Bairro Pite und im Südosten an den Suco Dare. Der traditionelle Stadtteil Manleu-Ana reicht über den Nordwesten der Aldeia in die Nachbar-Aldeias hinaus.
Manleu-Ana liegt in einer Meereshöhe von 179 m und damit bereits 100 m höher als die Aldeia Lisbutac, einen Kilometer weiter westlich im Suco, am Ufer des Rio Comoro.

## Einrichtungen
In Manleu-Ana befinden sich die Kirche von Manleuana (Igreja Manleuana) und das Hospital Manleuana.